# 千代女 (小説)
「千代女」（ちよじょ）は、太宰治の短編小説。

## 概要
| 初出     | 『改造』1941年6月号                   |
| 単行本   | 『千代女』（筑摩書房、1941年8月25日） |
| 執筆時期 | 1941年5月上旬完成（推定）             |
| 原稿用紙 | 30枚                                  |

冒頭部分で語り手の和子は次のように述べる。
これは、児童文学者の鈴木三重吉が推進し、当時大きな教育運動となりつつあった「生活綴方運動」をモデルとしている。「青い鳥」は鈴木三重吉が創刊した児童雑誌『赤い鳥』をふまえている。また、和子が女学校4年生のときに綴方の家庭教師としてやってくる沢田先生の言葉に次のようなものがある。
小学校教師・大木顕一郎は、葛飾区本田第一小学校4年の豊田正子の「綴方」26編を編纂し『綴方教室』（中央公論社、1937年）を出版。同書はベストセラーとなり、1938年（昭和13年）には映画化もされる。上記「寺田まさ子」は豊田正子をふまえたものと思われる。沢田先生が去ったあと、和子は次のように書き記している。
「金沢ふみ子」は作家の野澤富美子をふまえたものと思われる。野澤は19歳のときに『煉瓦女工』（第一公論社、1940年5月）を著し、同書はベストセラーとなった。
太宰はのちに評論『如是我聞』（1948年）において、志賀直哉の『暗夜行路』を批判する際、「何処がうまいのだらう。ただ自惚れてゐるだけではないか。風邪をひいたり、中耳炎を起したり、それが暗夜か。実に不可解であつた。まるでこれは、れいの綴方教室、少年文学では無からうか」と述べている。太宰が「生活綴方運動」に対し格別好意的でなかったことがこの記述から窺い知ることができる。